# Alleni

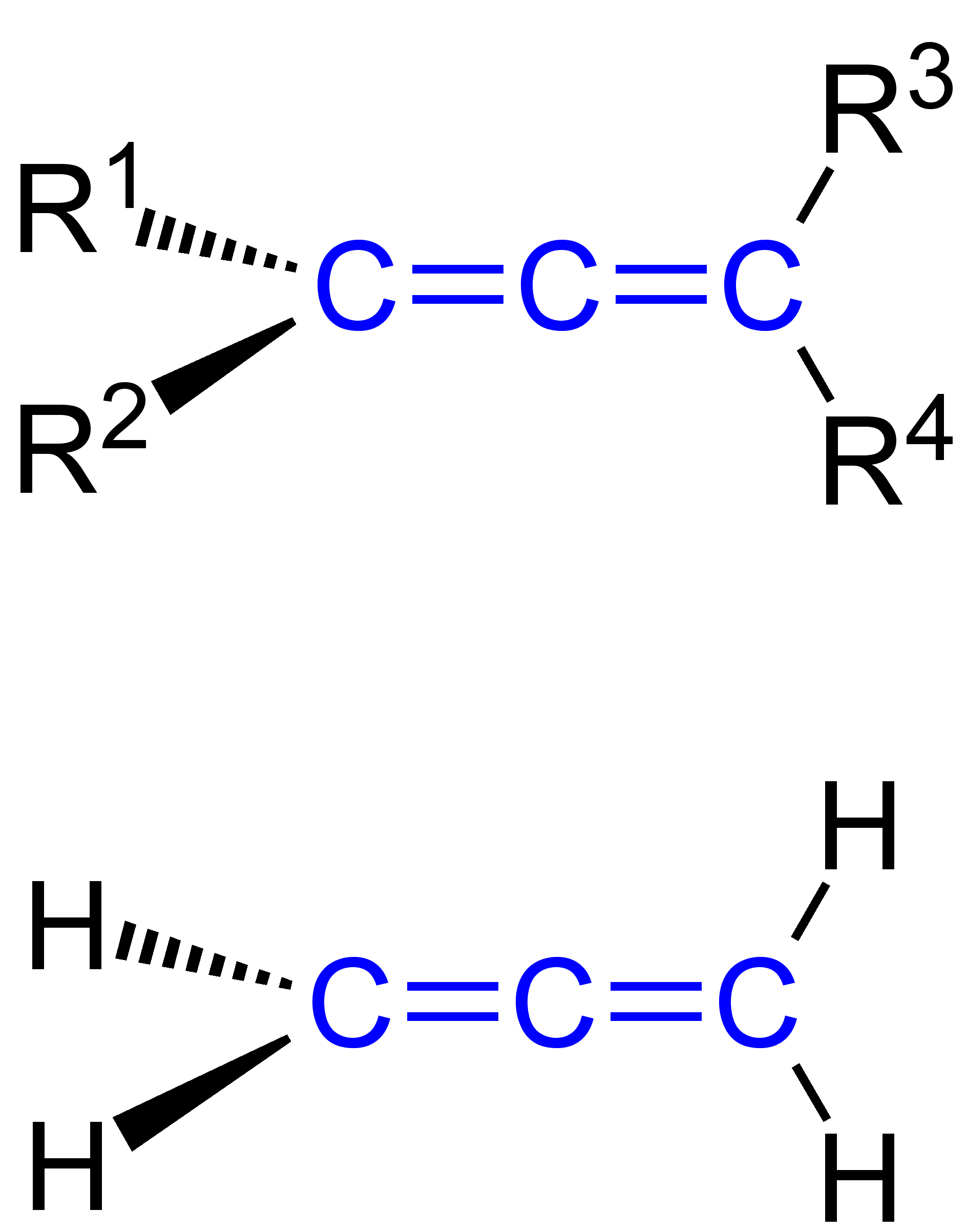
Struttura del gruppo allene in blu (sopra).
Propadiene, capostipite degli alleni (sotto).

Gli alleni sono idrocarburi in cui un atomo di carbonio è connesso tramite due doppi legami con altri due atomi di carbonio adiacenti. Il nome della classe deriva da allene, nome comunemente utilizzato per indicare il composto capostipite di questa serie, il propadiene, H2C=C=CH2. Gli alleni sono una sottoclasse degli alcadieni (o dieni), tra i quali sono quelli con doppi legami cumulati; la loro formula molecolare è CnH2n-2, come pure per gli alchini di pari atomi di carbonio, dei quali sono isomeri strutturali.
Il gruppo funzionale connesso agli alleni ha la formula di struttura generale (R1R2)>C=C=C<(R3R4), dove i gruppi  R indicano gruppi alchilici o arilici. I tre atomi di carbonio del gruppo allenico giacciono in linea retta perché l'atomo  centrale, con due soli legami sigma, è necessariamente ibridato sp (come negli alchini), il che implica per esso angoli di legame di 180°; gli altri due atomi a cui esso è legato, con tre legami sigma, sono ibridati sp2, come negli alcheni. Di conseguenza, i due frammenti (R1R2)>C e C<(R3R4) sono planari, ma i loro piani sono tra loro perpendicolari, perché il carbonio in mezzo ad essi (=C=) forma i due legami pi-greco con i suoi due orbitali p, i cui assi di simmetria formano tra loro un angolo di 90°.
Questo comporta che gli alleni R1R2C=C=CR1R2, con soli due sostituenti diversi (R1 ≠ R2), sono chirali pur non avendo centri stereogenici; si parla in tal caso di asse stereogenico o di chiralità assiale.
Tale coppia di doppi legami cumulati rende gli alleni molto più reattivi rispetto agli alcheni, come si evidenzia dalle entalpie di idrogenazione degli alleni ai corrispondenti alcani, che è maggiore rispetto a quelle degli alcadieni isomeri con doppi legami isolati. Gli alleni sono anche leggermente più stabili anche rispetto agli alchini isomeri, come si vede in maniera analoga dall'idrogenazione del propadiene e del metilacetilene, dove quella di quest'ultimo è inferiore di ≈ 2 kcal/mol.

## Simmetria
Gli alleni con quattro sostituenti identici avranno un doppio asse di rotazione passante attraverso il carbonio centrale. L'asse è inclinato di 45º rispetto ai piani passanti per i CH2 su ciascun lato della molecola. La molecola può essere quindi immaginata come un'elica a due pale. Un altro doppio asse di rotazione passa attraverso i legami C=C=C, ed esiste anche un piano speculare passante attraverso entrambi i piani CH2. Quindi questa classe di molecole appartiene al gruppo puntuale D2d.
Un allene con due sostituenti differenti, A e B, sarà chirale in quanto non sarà presente alcun piano speculare. La configurazione assoluta può essere determinata seguendo le normali regole di Cahn-Ingold-Prelog; nel caso mostrato sopra A possiede maggiore priorità rispetto a B.

## Sintesi
La sintesi di laboratorio degli alleni viene essenzialmente eseguita nei seguenti modi:
- da dialociclopropani geminali per reazione con composti organolitio (riarrangiamento di Skattebøl);
- per reazione di alcuni alchini terminali con formaldeide bromuro rameico;[7]
- per deidroalogenazione di alcuni dialogenuri.[8]